# 세인트데이비드구 (도미니카 연방)

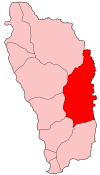
세인트데이비드구의 위치

세인트데이비드구(영어: Saint David Parish)는 도미니카 연방 동부에 위치한 구로 행정 중심지는 로잘리이며 면적은 131.5km2, 인구는 6,043명(2011년 기준)이다. 북쪽으로는 세인트앤드루구, 서쪽으로는 세인트조지프구와 세인트폴구, 세인트조지구, 남쪽으로는 세인트패트릭구와 접한다.